# Eskander Bhouri
Eskander Bhouri, né le 12 juillet 1997 à Monastir, est un basketteur tunisien.

## Carrière
Il a disputé la coupe du monde 2015 de basket-ball des moins de 19 ans avec l'équipe de Tunisie.
Durant la 32e édition de la coupe d'Afrique des clubs champions, il prend la troisième place avec l'Union sportive monastirienne, jouant 14,9 minutes en moyenne durant les huit matchs du tournoi.
Le 2 août 2021, il signe un contrat de deux ans avec le Club africain.
En septembre 2022, il rejoint l'Étoile sportive du Sahel qu'il quitte après deux mois pour signer le 26 octobre avec Ezzahra Sports.
Le 6 septembre 2023, il retourne à l'Union sportive monastirienne et signe un contrat de deux ans.
À l'été 2024, il quitte l'Union sportive monastirienne. Le 1er décembre, il signe pour le reste de la saison avec le Basket Club Mahdia.

## Clubs
- 2014-2021 : Union sportive monastirienne
- 2021-2022 : Club africain
- 2022 (2 mois) : Étoile sportive du Sahel
- 2022-2023 : Ezzahra Sports
- 2023-2024 : Union sportive monastirienne
- depuis 2024 : Basket Club Mahdia

## Palmarès
- Champion de Tunisie : 2019, 2020, 2021, 2024
- Coupe de Tunisie : 2020, 2021
- Médaille d'argent à la Ligue africaine 2021 ( Rwanda)
- Médaille de bronze à la coupe d'Afrique des clubs champions 2017 ( Tunisie)
- Médaille de bronze à la coupe arabe des clubs champions 2019 ( Maroc)

## Distinctions personnelles
- Meilleure révélation du championnat de Tunisie lors de la saison 2016-2017